# Scott McKenzie
Scott McKenzie, pseudoniem van Philip Wallach Blondheim (Jacksonville, Florida, 10 januari 1939 – Los Angeles, 18 augustus 2012),  was een Amerikaanse zanger. Hij is het bekendst van zijn hit San Francisco (Be Sure to Wear Flowers in Your Hair) uit 1967.

## Levensloop
McKenzie werd geboren in Florida. Hij groeide op in Virginia en raakte bevriend met de zoon van een van zijn moeders vrienden, John Phillips. Aan het eind van de jaren vijftig vormde hij met Phillips een doowopband, The Locals. Ze traden ook samen op onder andere namen, zoals The Journeymen in 1964. Phillips begon in die tijd de groep The Mamas and the Papas met Michelle Gilliam, Denny Doherty en Cass Elliot. McKenzie wilde liever solo optreden, terwijl Phillips de groep vormde en uiteindelijk naar Californië verhuisde. Een korte tijd later volgde McKenzie hem vanuit New York en hij tekende een contract bij Lou Adlers label Ode. Phillips schreef en produceerde San Francisco voor McKenzie en het werd uitgebracht in 1967. Phillips speelde in dit nummer gitaar en Cass Elliot bespeelde de bellen. Het werd een top vijf-hit in Amerika, en bereikte in verschillende landen, waaronder Nederland, de nummer 1-positie.
San Francisco was over de hele wereld succesvol en geldt tegenwoordig als een echt hippielied. Na deze single werd Like an old time movie uitgebracht, wederom geschreven en geproduceerd door Phillips, maar veel minder succesvol dan zijn voorganger. McKenzie bracht twee albums uit: The Voice of Scott McKenzie en Stained Glass Morning. Aan het eind van de jaren zestig stopte hij met opnemen en hij ging voor korte tijd in een woestijn en Virginia Beach wonen.
In 1986 ging hij in een nieuwe versie van The Mamas and the Papas zingen en in 1988 schreef hij samen met Phillips de Beach Boys-hit Kokomo. In 1998 ging hij met pensioen en stopte hij met The Mamas and Papas. 
McKenzie overleed op 18 augustus 2012 op 73-jarige leeftijd aan de gevolgen van een zenuwaandoening.

## Discografie

### Singles
| Single met eventuele hitnotering(en) in de Nederlandse Top 40 | Datum van verschijnen | Datum van binnenkomst | Hoogste positie | Aantal weken | Opmerkingen                 |
| ------------------------------------------------------------- | --------------------- | --------------------- | --------------- | ------------ | --------------------------- |
| San Francisco (Be Sure to Wear Flowers in Your Hair)          | 1967                  | 08-07-1967            | 1(6wk)          | 20           | Nr. 1 in de Single Top 100  |
| Like an old time movie                                        | 1967                  | 21-10-1967            | tip8            |              |                             |
| San Francisco (Be Sure to Wear Flowers in Your Hair)          | 2012                  | -                     |                 |              | Nr. 65 in de Single Top 100 |

### NPO Radio 2 Top 2000
| Nummer met noteringen in de NPO Radio 2 Top 2000     | '99 | '00 | '01  | '02 | '03 | '04 | '05 | '06 | '07 | '08 | '09 | '10 | '11 | '12 | '13 | '14 | '15  | '16  | '17  | '18  | '19  | '20  | '21  | '22  | '23  | '24  |
| ---------------------------------------------------- | --- | --- | ---- | --- | --- | --- | --- | --- | --- | --- | --- | --- | --- | --- | --- | --- | ---- | ---- | ---- | ---- | ---- | ---- | ---- | ---- | ---- | ---- |
| San Francisco (Be Sure to Wear Flowers in Your Hair) | 441 | 641 | 1096 | 611 | 402 | 640 | 661 | 599 | 576 | 574 | 832 | 874 | 944 | 604 | 880 | 948 | 1022 | 1180 | 1181 | 1488 | 1496 | 1504 | 1515 | 1717 | 1657 | 1886 |

1. ↑  Een vetgedrukt getal geeft de hoogste notering aan.

- Bibsys: 5015333
- Bibliothèque nationale de France: cb13934447g (data)
- Gemeinsame Normdatei: 13445166X
- International Standard Name Identifier: 0000 0003 7245 2025
- Library of Congress Control Number: no98108057
- MusicBrainz: 120d7ba0-73e1-4e96-98e3-e75f60f232e8
- Nationale Bibliotheek van Tsjechië: mzk2005269607
- Nationale Bibliotheek van Israël: 987007325286405171
- Nationale Bibliotheek van Polen: a0000002624337
- Nederlandse Thesaurus van Auteursnamen: 423095706
- Istituto Centrale per il Catalogo Unico: DDSV035345
- SNAC: w6rr9gk2
- Système universitaire de documentation: 16074718X
- Virtual International Authority File: 84604471
- WorldCat: E39PBJkHjCRHmxXYM6GTv983cP